# Don Martin
Don Martin est un dessinateur américain de bandes dessinées, né le 18 mai 1931 à Paterson, dans le New Jersey, et mort le 6 janvier 2000 à Miami, en Floride.

## Biographie
Don Martin naît le 18 mai 1931 à Paterson, dans le New Jersey. Après des études d'art à la Pennsylvania Academy of the Fine Arts, dont il sort lauréat en 1952, il travaille notamment pour la revue satirique Mad de 1956 à 1988. Il reçoit le National Cartoonist Society Special Features Award américain en 1982.
Très populaire aux États-Unis, il est célèbre surtout pour les onomatopées originales dont il parsème ses œuvres, généralement peu bavardes et à l'humour absurde. Il a également créé le superhéros Captain Klutz. Il atteint le sommet de son art dans les années 1960-1970, ; il quitte Mad en 1984 pour un concurrent, avant de fonder son propre magazine. Il continue longtemps de dessiner, en dépit d'une maladie dégénérative des yeux.
Il meurt d'un cancer le 6 janvier 2000 à Miami, en Floride.
Les singes rient et Les Chauves sourient étaient ses seuls albums disponibles en français, jusqu'à la parution d'une anthologie en 2013.
L'éditeur GRAFIKA a publié pendant quelque temps une édition française de MAD', et a consacré un numéro spécial de cette revue à Don Martin en 1982.

## Prix et distinctions
- 1980 : prix Ignatz de l'OrlandoCon (en)
- 1993 : prix Inkpot
- 1981 : prix spécial de la National Cartoonists Society pour ses travaux dans Mad
- 1982 : prix spécial de la National Cartoonists Society pour ses travaux dans Mad
- 1989 :  prix Adamson du meilleur auteur international pour ses histoires de Mad
- 2004 : Temple de la renommée Will Eisner (à titre posthume)[1].